# Ismail Ouzgni
Ismail Ouzgni (Alkmaar, 7 april 1999) is een Marokkaans-Nederlands professioneel kickbokser die sinds 2023 onder contract staat bij GLORY.

## Biografie
Ouzgni is geboren in Alkmaar en is van Marokkaanse origine. Zijn ouders zijn afkomstig uit M'Semrir, een dorpje in de omgeving van  Ouarzazate.
Zijn broer L'houcine Ouzgni kickbokste ook op het hoogste niveau.